# Monsaraz
Monsaraz es una freguesia portuguesa del concelho de Reguengos de Monsaraz, con 88,29 km² de superficie y 977 habitantes (2001). Su densidad de población es de 11,1 hab/km².
Fue la antigua sede del concejo, transferida por primera vez en 1838 y, después definitivamente en 1851 a la entonces villa y actual ciudad de Reguengos de Monsaraz, distante 15 kilómetros de Monsaraz.
La villa de Monsaraz fue conquistada a los musulmanes en 1167 por las huestes de Geraldo Sempavor. El primer fuero le fue concedido por Alfonso III de Portugal el 15 de enero de 1276. El castillo de Monsarz desempeñó a lo largo de su historia un importante papel de centinela del Guadiana, vigilando la frontera con Castilla. La villa llegó a administrar tres parroquias: la Matriz de Santa Maria da Lagoa, Santiago y São Bartolomeu.
Fue sede del concejo hasta 1838, cuya función se trasladó a Reguengos.

## Patrimonio
- Crómlech de Xarez, monumento megalítico compuesto por menhires de granito
- Menhir do Outeiro, megalito de más de cinco metros de altura
- Menhir da Belhoa, menhir granítico
- Conjunto megalítico de Olival da Pêga
- Castillo de Monsaraz
- Ermita de Santa Catarina de Monsaraz
- Capilla de São Bento (Monsaraz) o Ermita de São Bento
- Picota de Monsaraz
- Atalaya de São Gens o Torre de São Gens de Xarez
- Iglesia Matriz de Santa Maria da Lagoa

## Población
| 1864                                                 | 1878  | 1890  | 1900  | 1911  | 1920  | 1930  | 1940  | 1950  | 1960  | 1970  | 1981  | 1991  | 2001 | 2011 |
| ---------------------------------------------------- | ----- | ----- | ----- | ----- | ----- | ----- | ----- | ----- | ----- | ----- | ----- | ----- | ---- | ---- |
| 1.380                                                | 1.410 | 1.563 | 1.557 | 2.903 | 1.769 | 2.161 | 2.526 | 2.455 | 2.161 | 1.641 | 1.322 | 1.184 | 977  | 782  |
| Fuente: Instituto Nacional de Estadística (Portugal) |       |       |       |       |       |       |       |       |       |       |       |       |      |      |

## Localidades de la parroquia
| - Monsaraz (villa) - Barrada - Motrinos | - Outeiro - Telheiro - Ferragudo |

## Galería

Típica tienda de artesanía en Monsaraz.

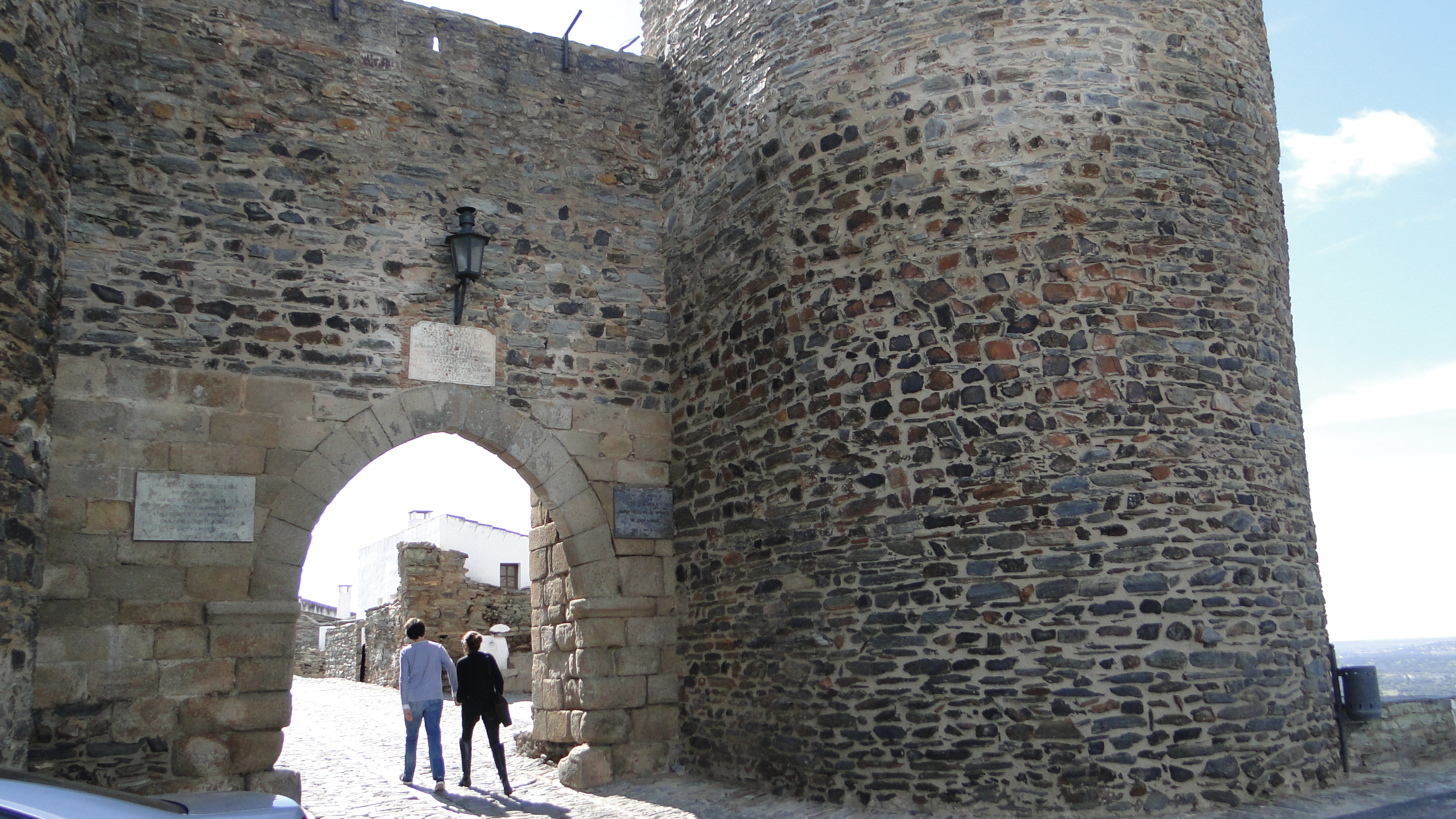
Monsaraz (Portugal)
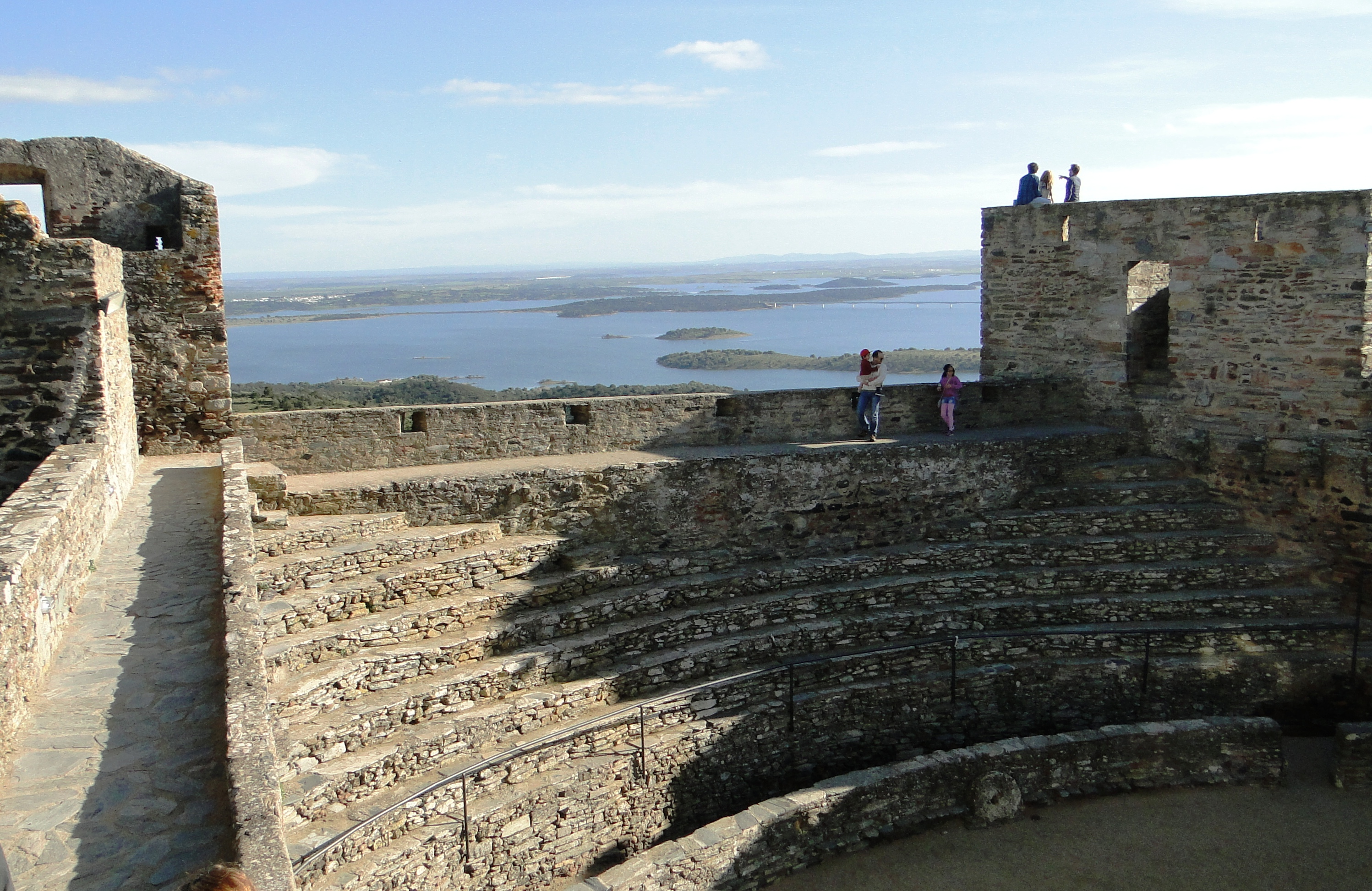
Monsaraz (Portugal)
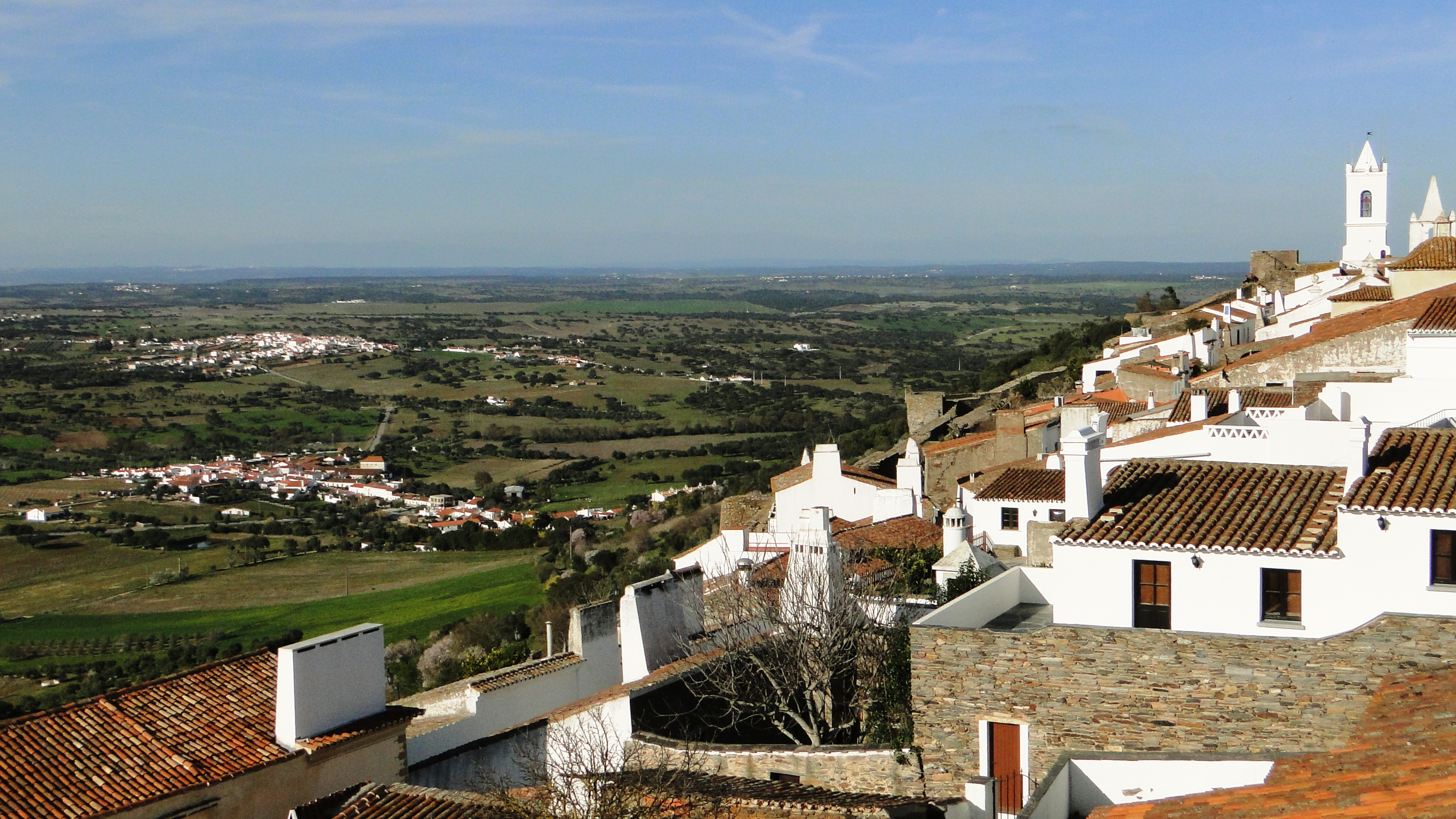
Monsaraz (Portugal)
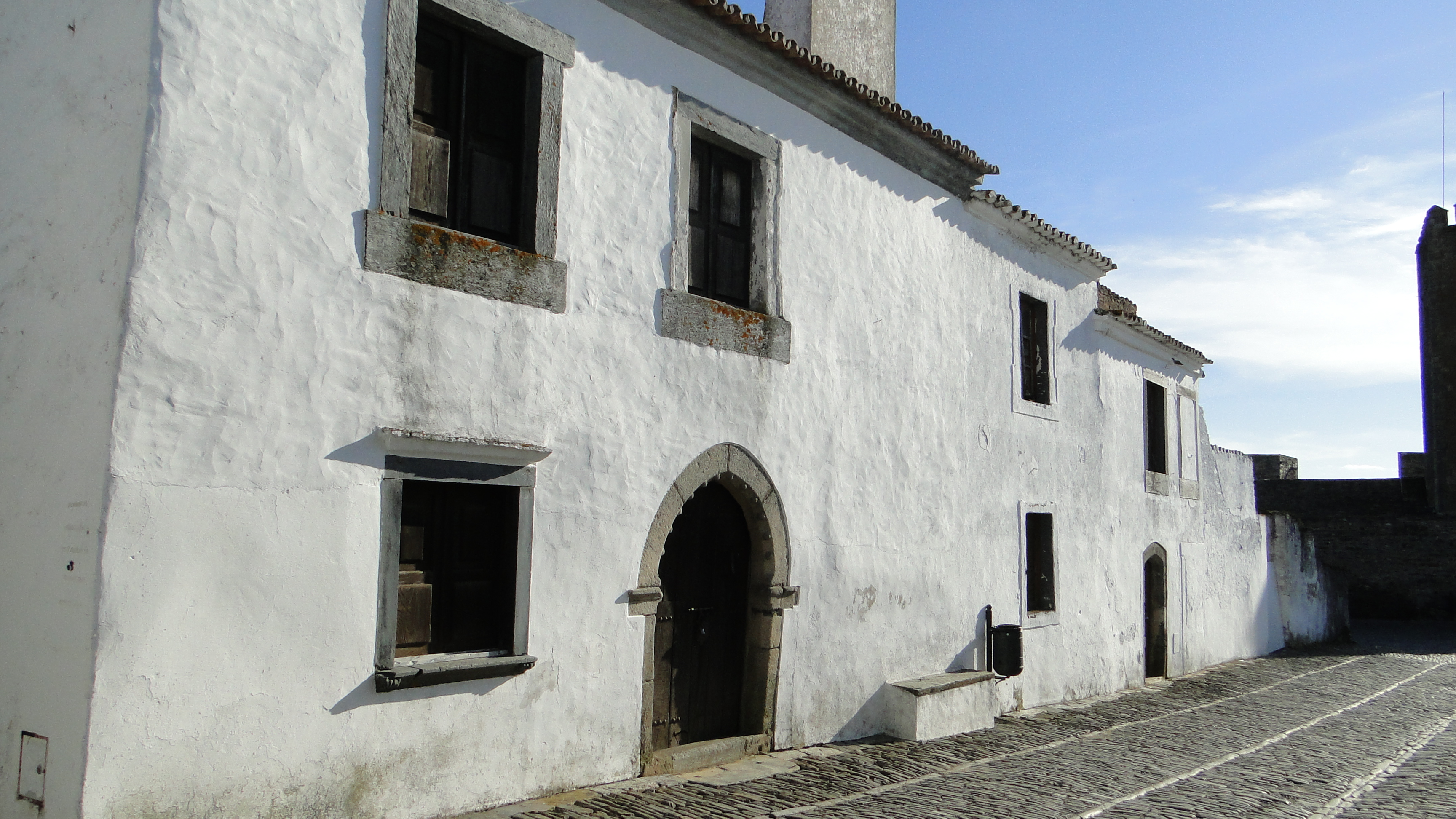
Monsaraz (Portugal)
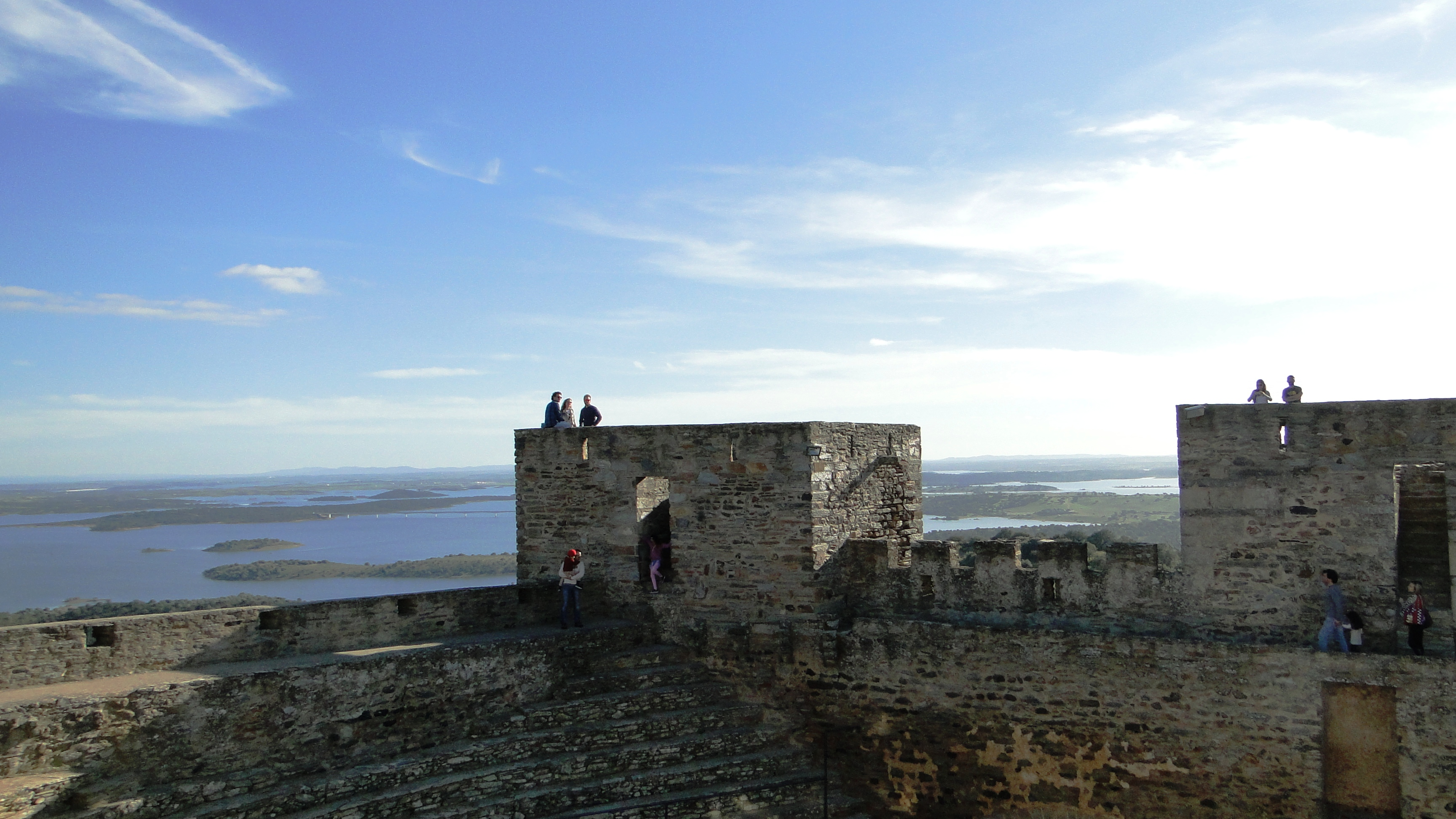
Monsaraz (Portugal)
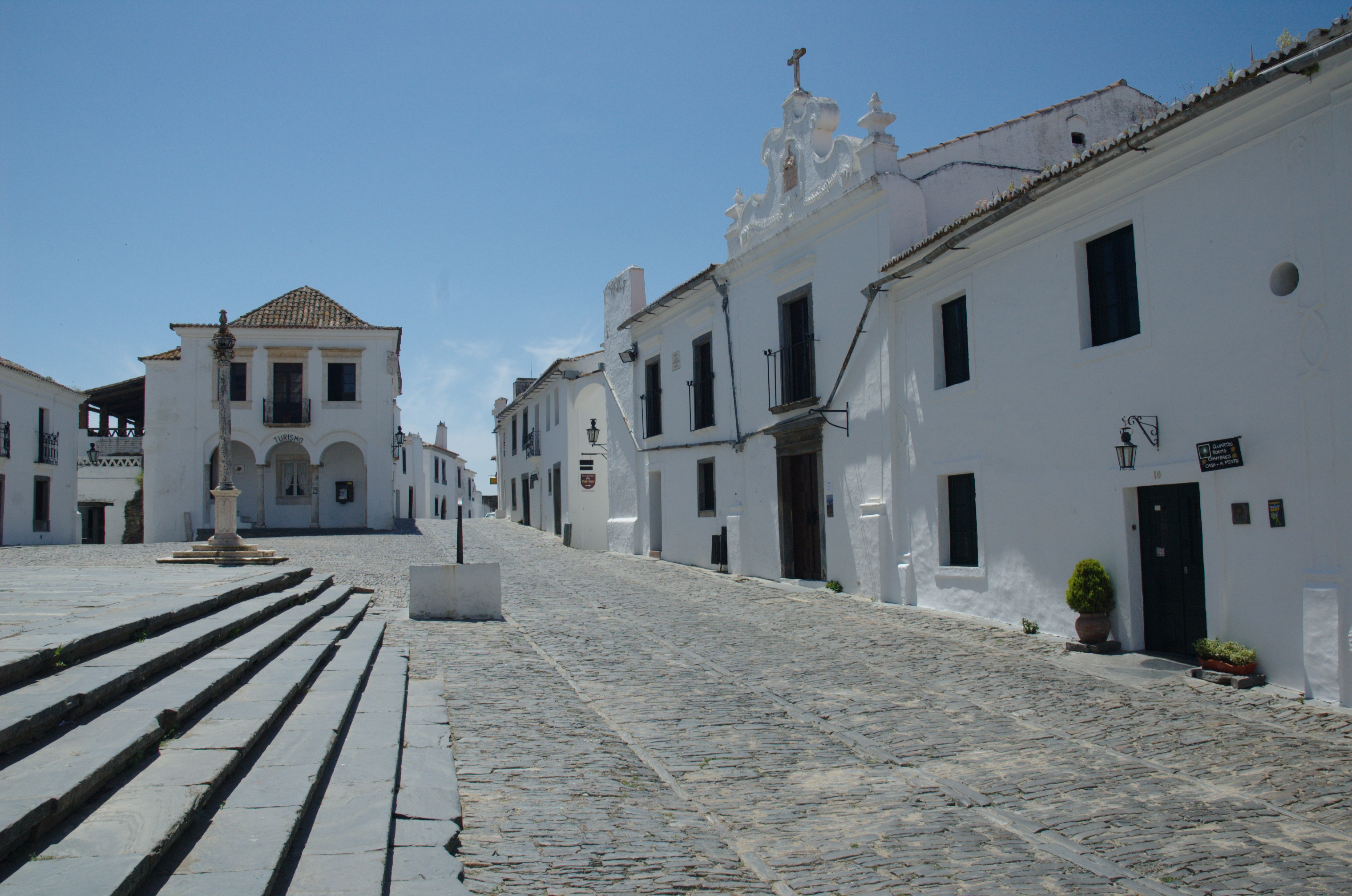
Monsaraz (Portugal)
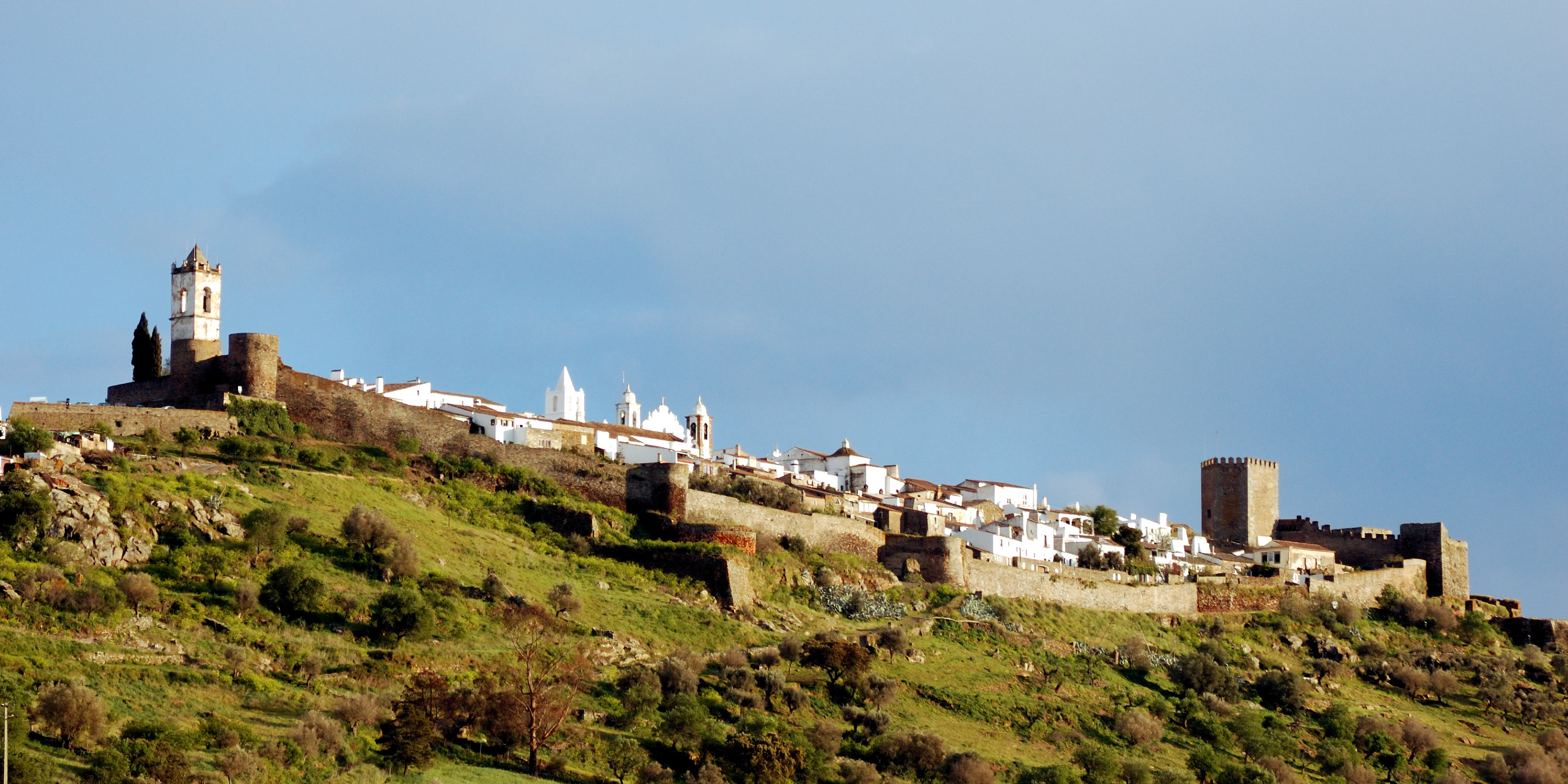
Monsaraz (Portugal)
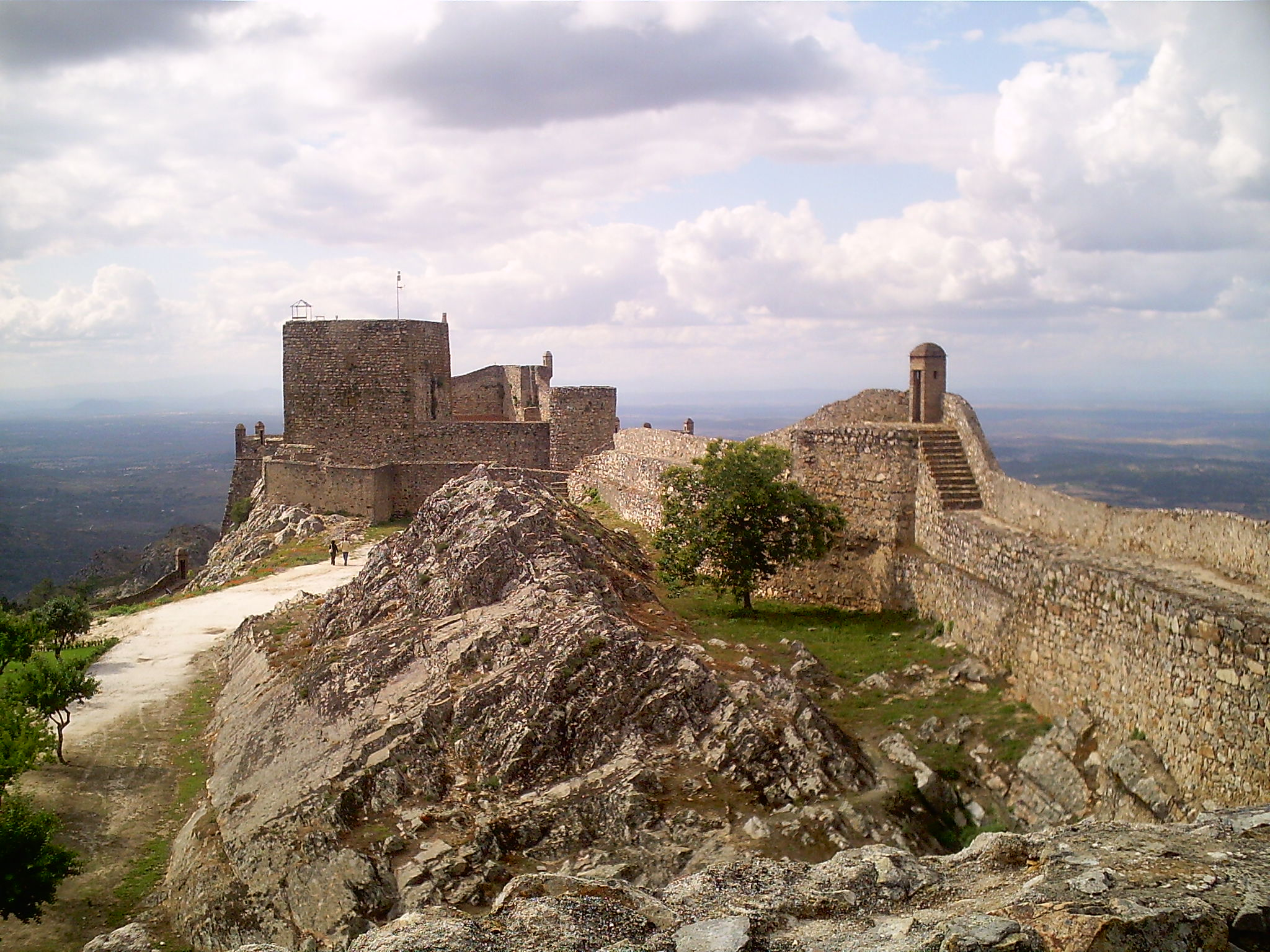
Castillo y muralla
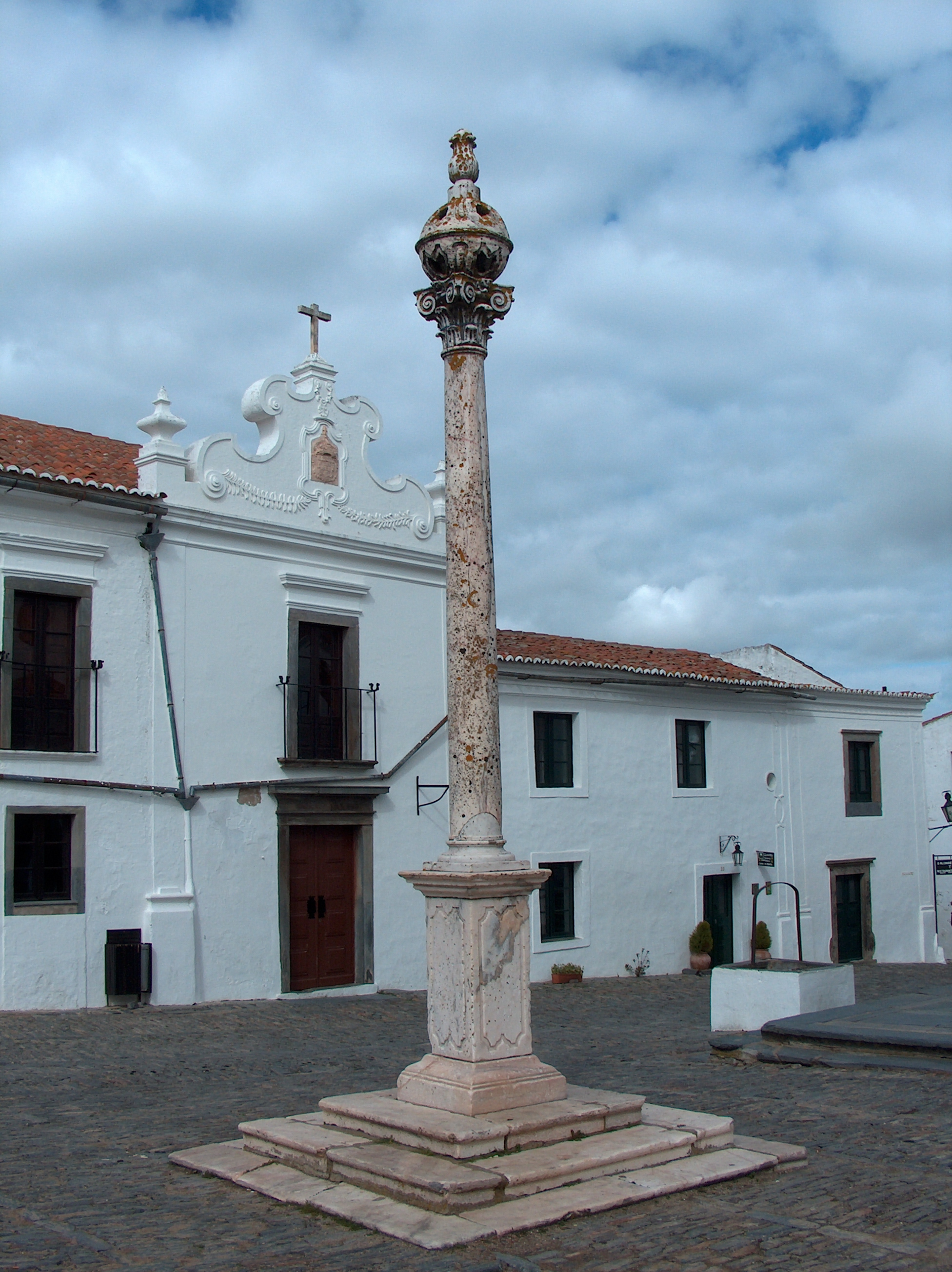
Picota de Monsaraz
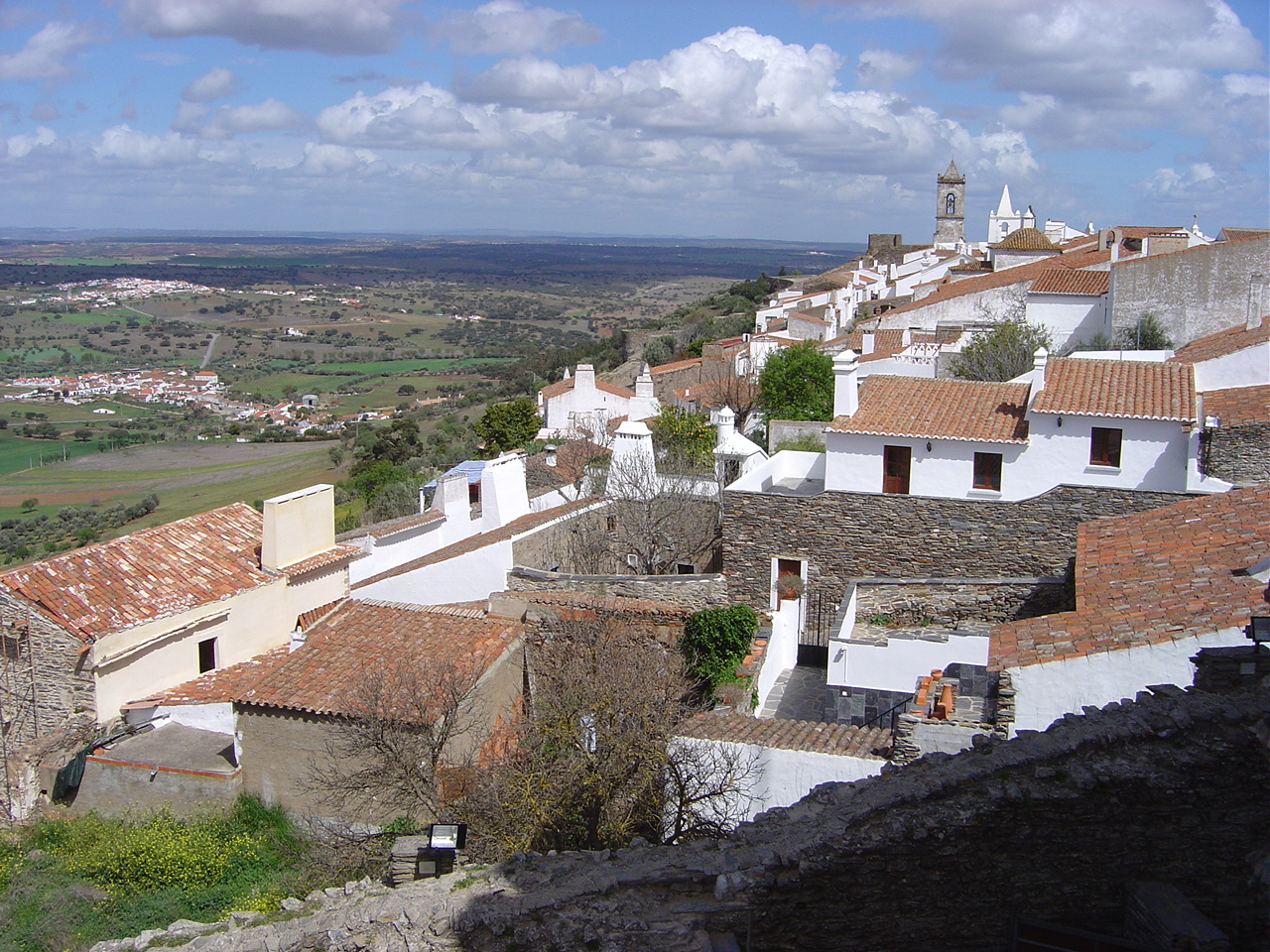
Vista de Monsaraz desde el castillo
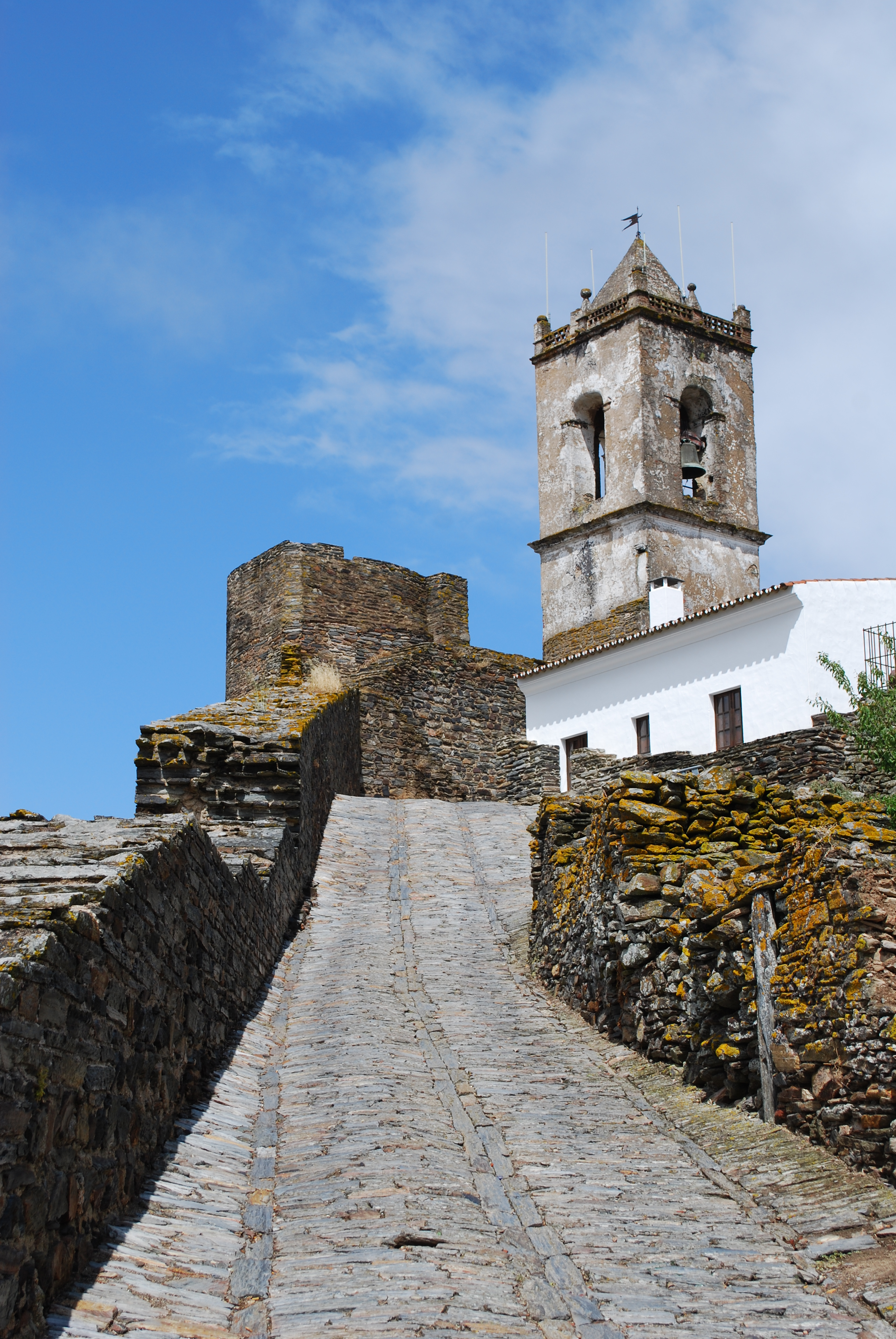
Núcleo intramuros de la villa
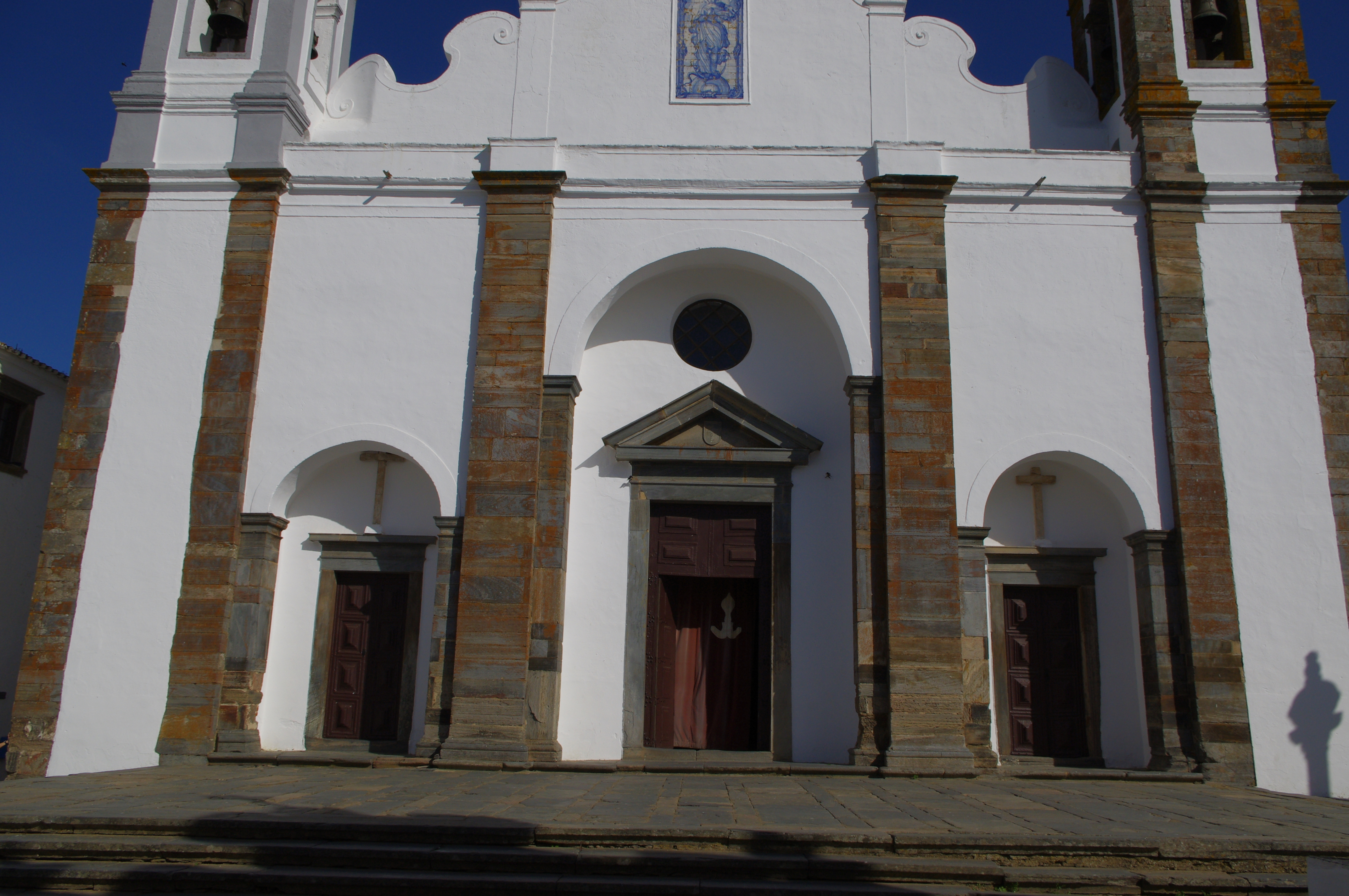
Iglesia Matriz de Monsaraz
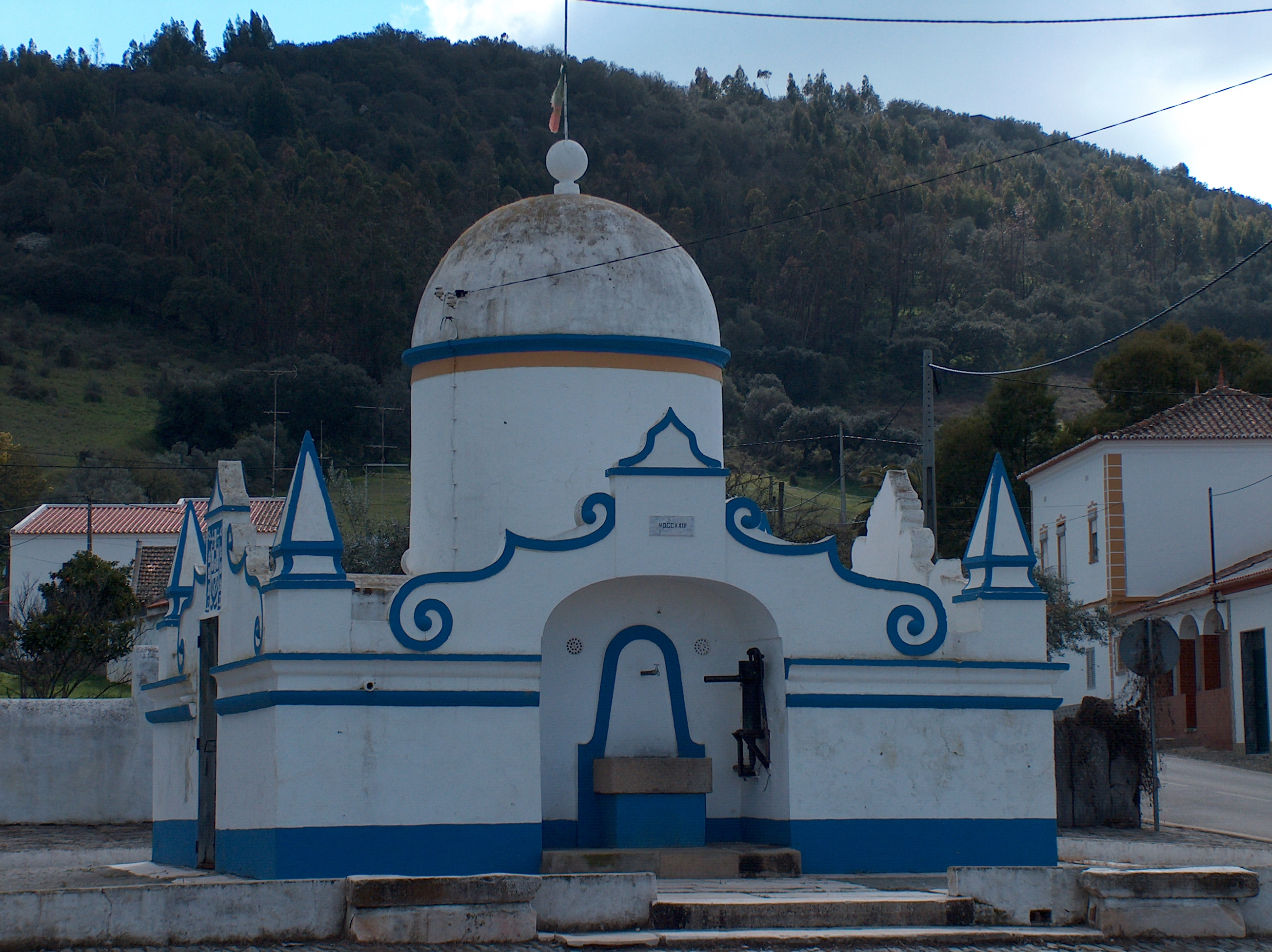
Fuente en el  lugar de Telheiro
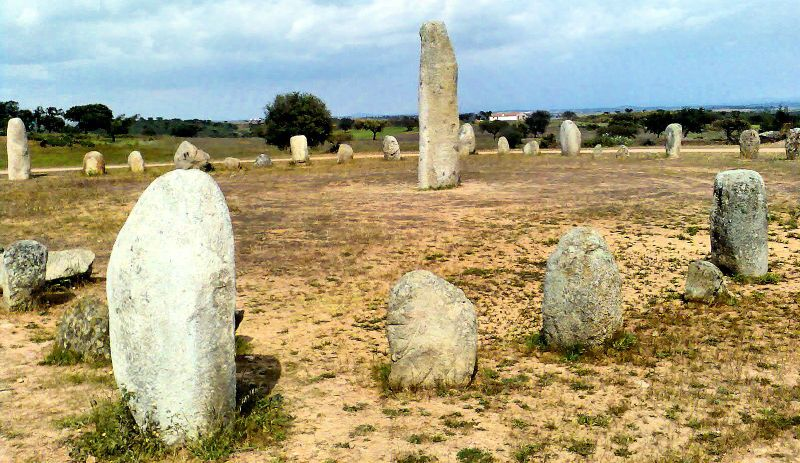
Crómlech de Xarez
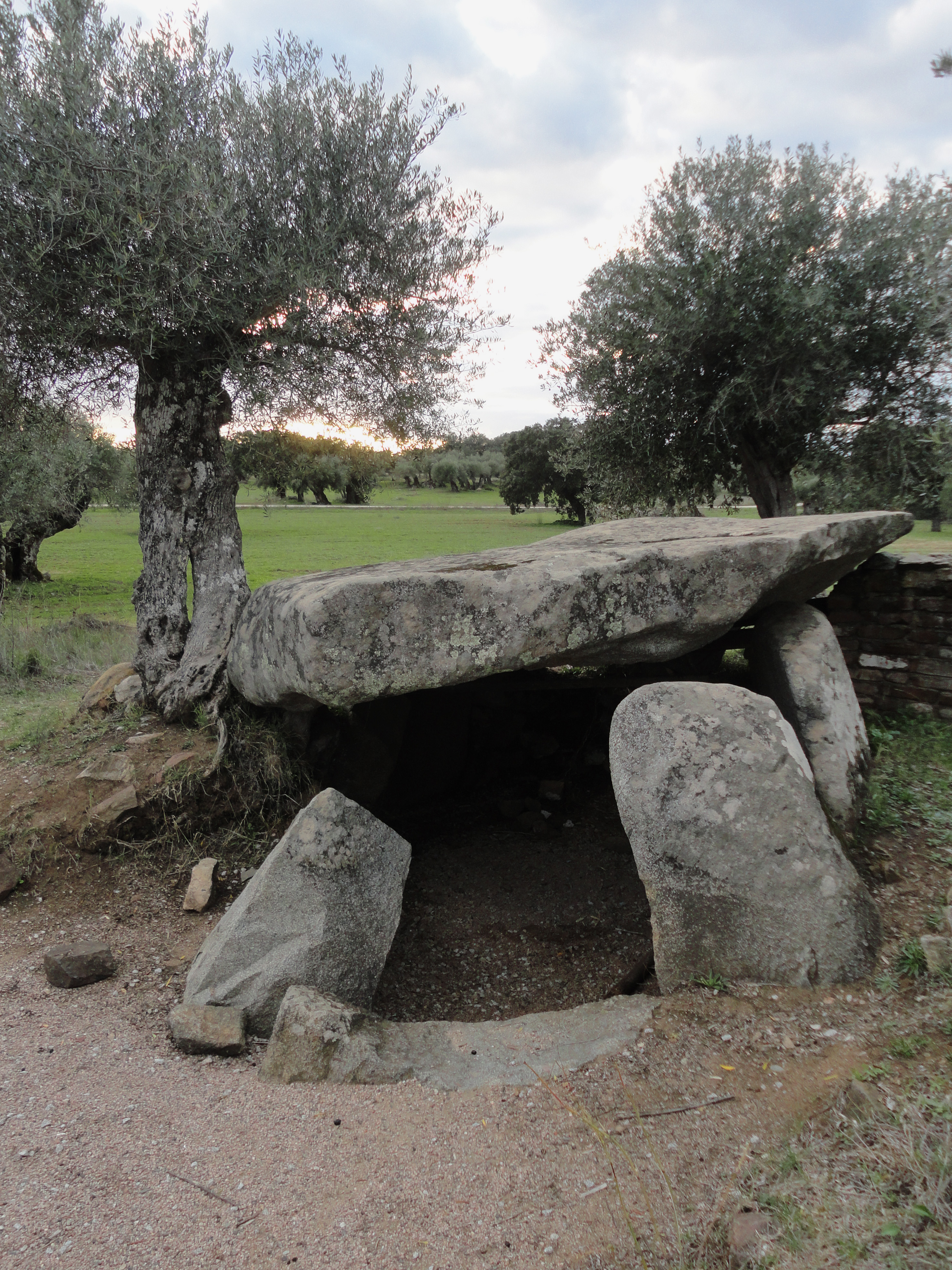
Dolmen de Olival da Pêga
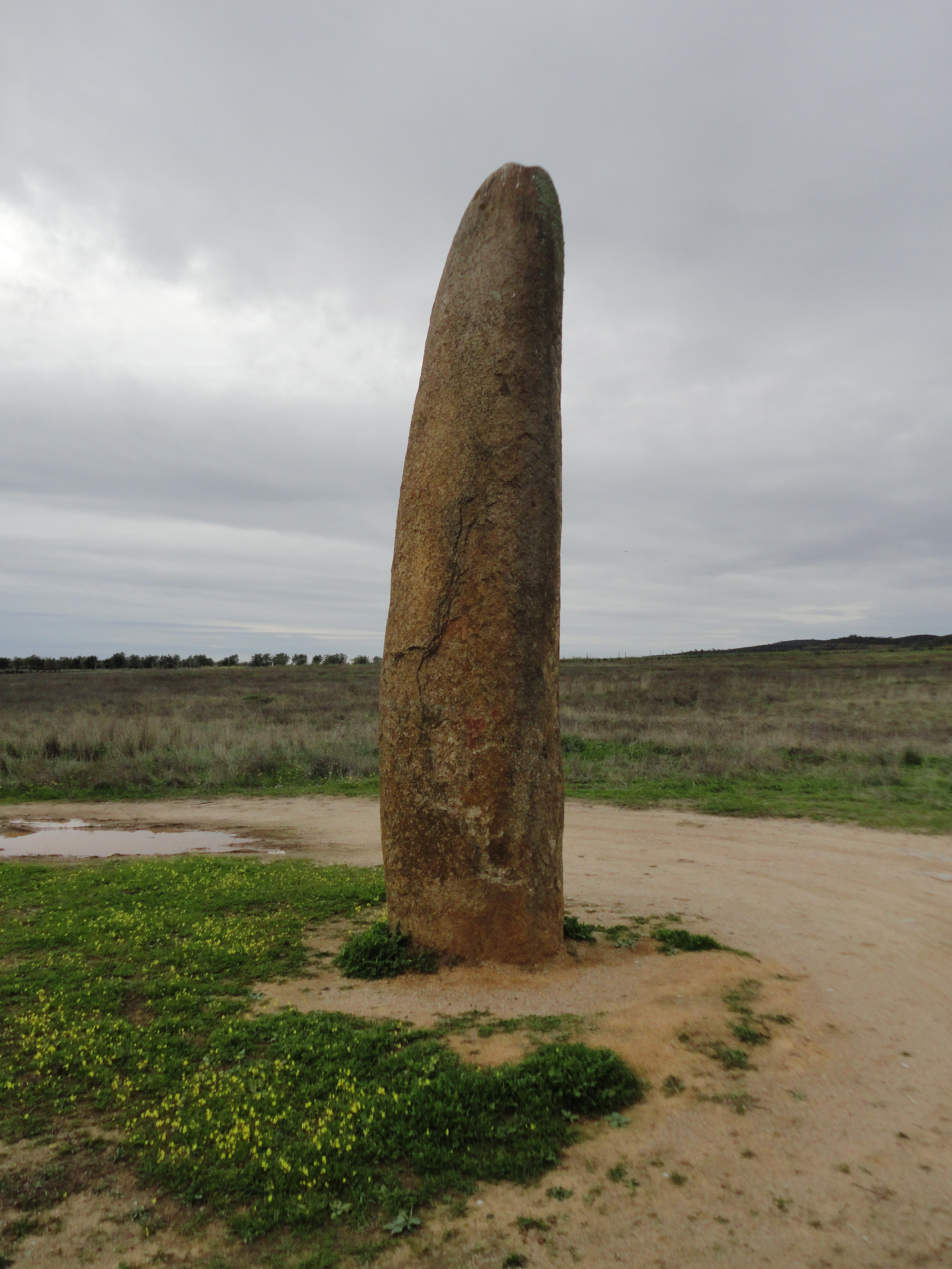
Menhir del Outeiro
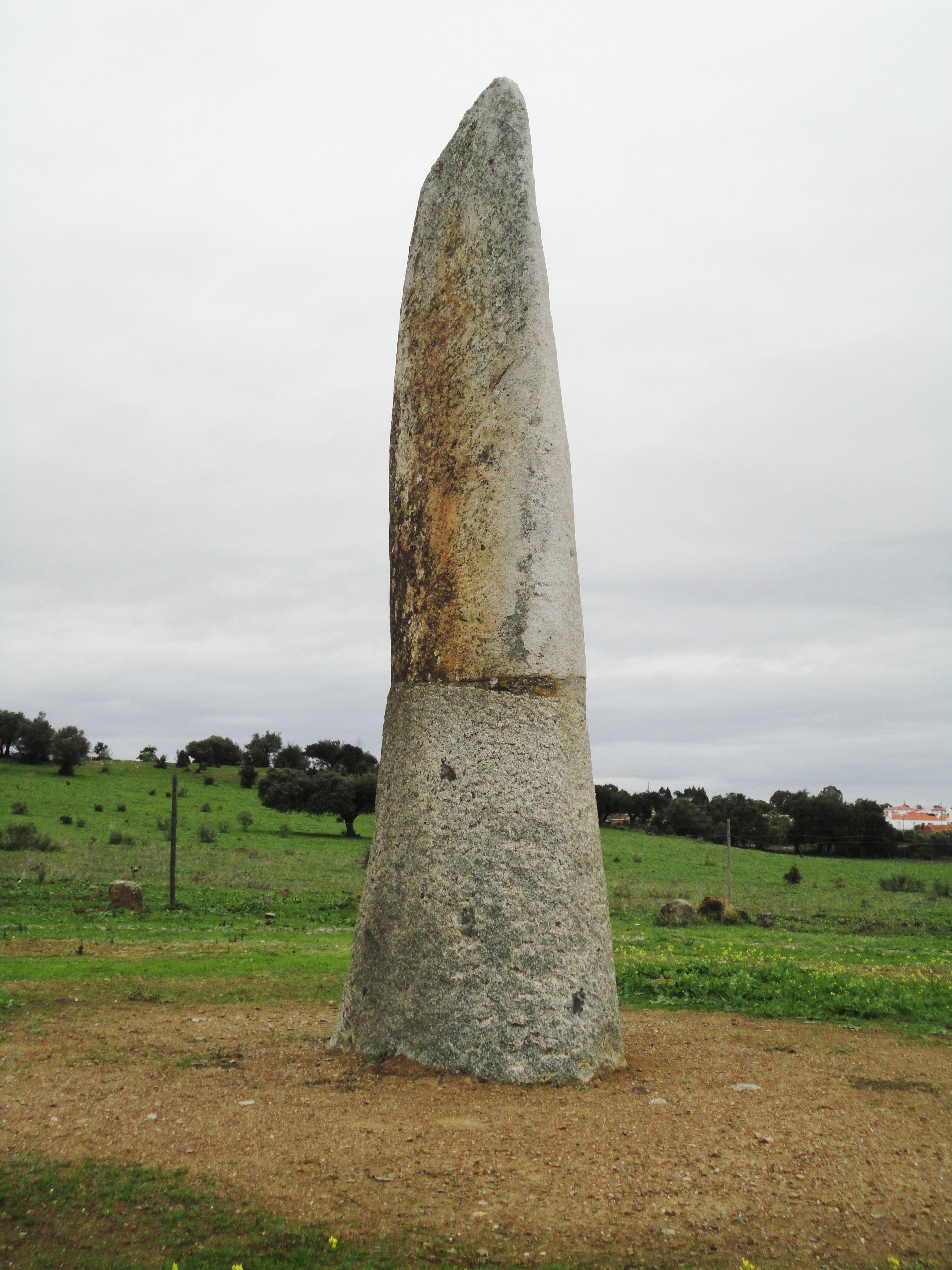
Menhir de Belhoa/Bulhoa